# Namensschild

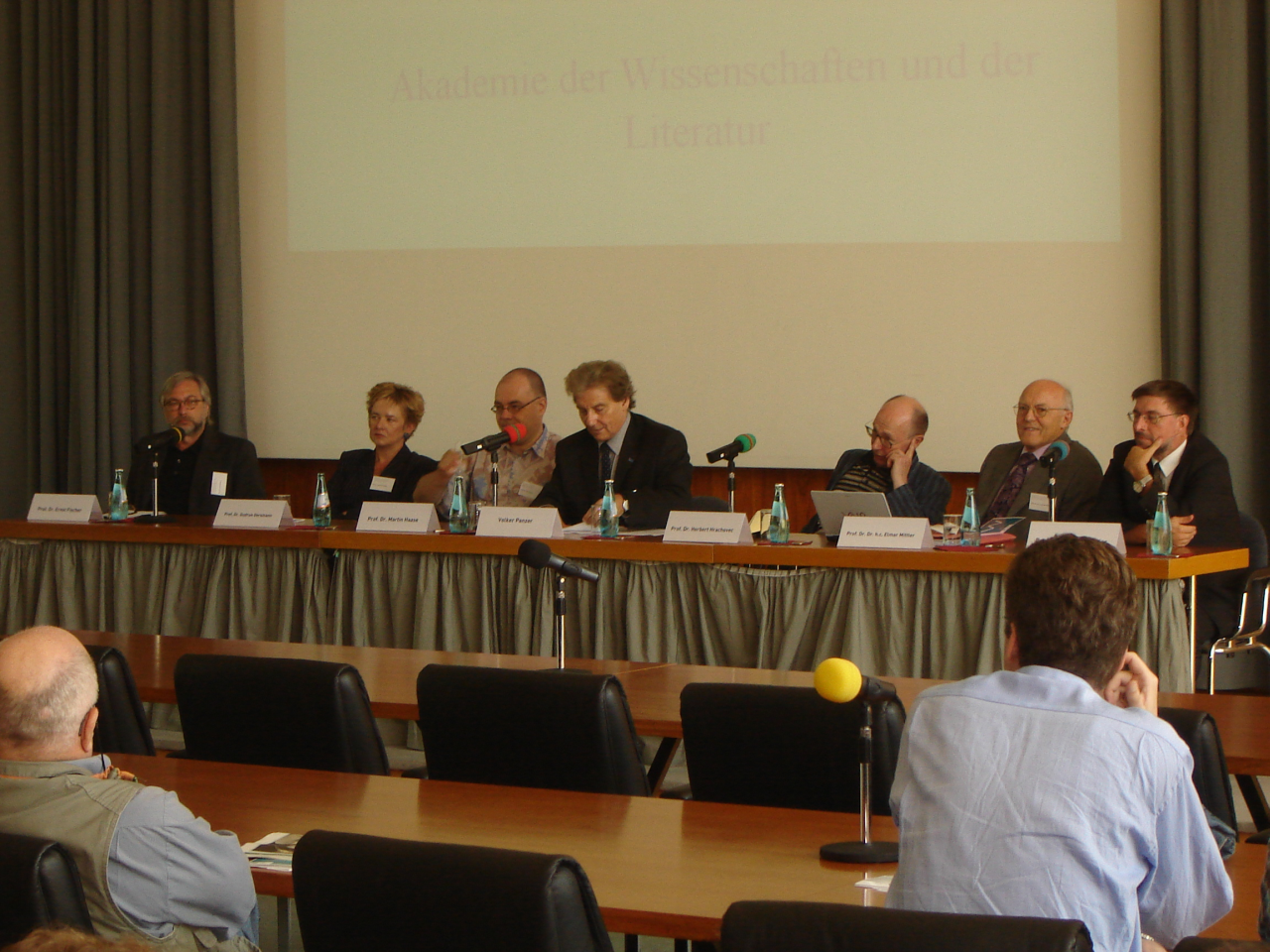
Wikipedia Academy 2007, Teilnehmer einer Podiumsdiskussion

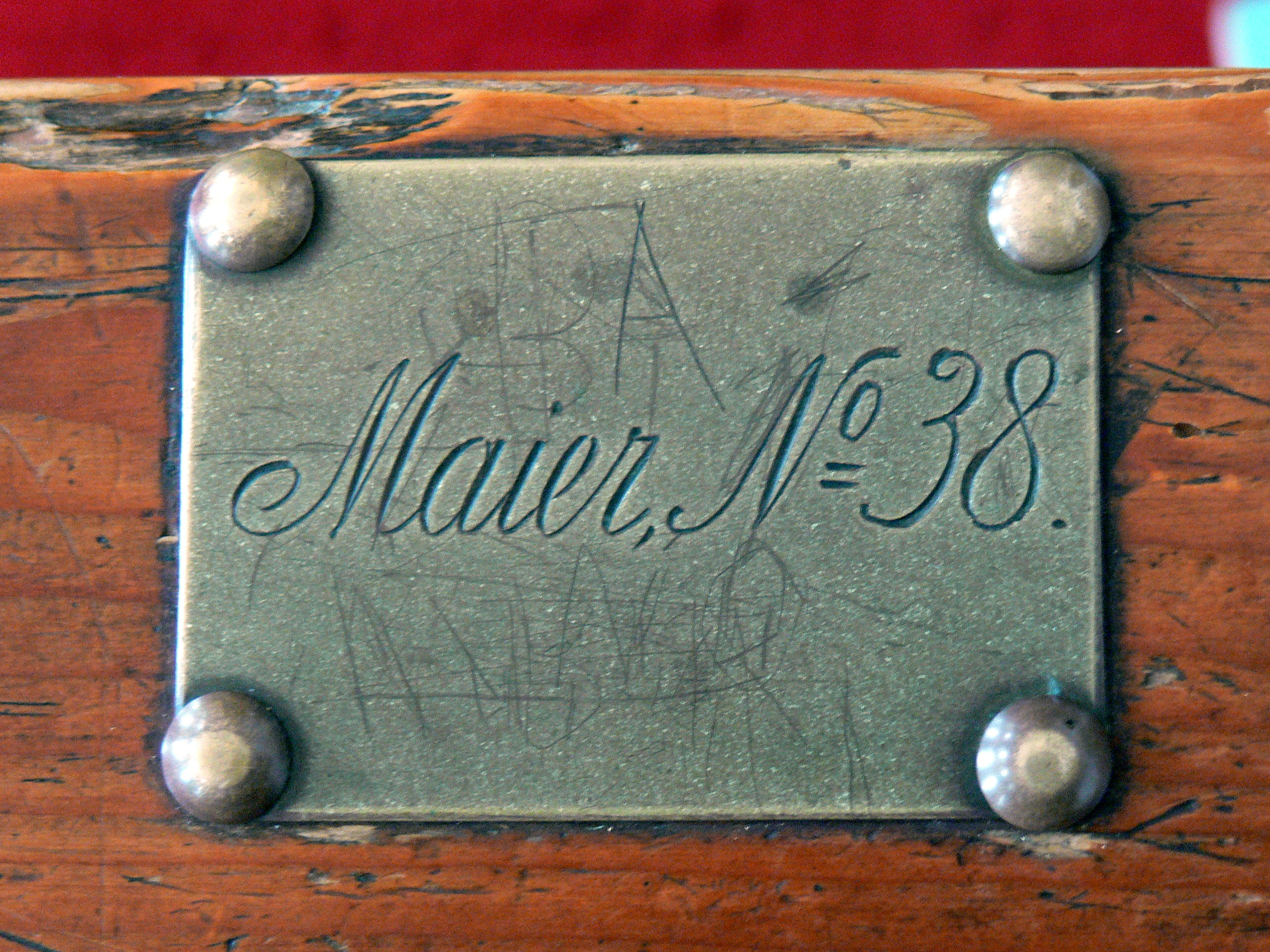
Namensschild an einer Kirchenbank in Hofkirchen

Ein Namensschild wird an oder auf einem Gegenstand angebracht und benennt eine bestimmte, individuelle Person, der dieser Gegenstand gehört oder der zu ihr in irgendeiner Weise in Beziehung zu setzen ist. Das Namensschild kann über die Zugehörigkeit zu einer bestimmten Organisation informieren, ebenso wie über Funktion oder Titel der betreffenden Person.

## Geschichte
In der Vergangenheit wurden Namensschilder u. a. an Haustüren, Briefkästen, auf Kirchen- und Parkbänken, in Kleidungsstücken u. ä. angebracht. Heute spielen sie, angebracht auf der Oberbekleidung, auch im Geschäftsleben, im Handel, in der Politik oder auf Kongressen aller Art eine Rolle, indem sie es ermöglichen, den Gesprächspartner zu identifizieren und ihn korrekt anzusprechen.

## Systeme
Namensschilder bestehen aus einzelnen Komponenten, die sich zu kompletten Namensschildersystemen zusammenbauen lassen. Tür- und Briefkasten-Namensschilder werden geschraubt oder geklippt, Tischnamensschilder aufgestellt und Bekleidungsnamensschilder geklebt, eingebügelt, geklippt oder per Magnet-System befestigt. Ein Namensschild setzt sich immer zusammen aus einem Schilderträger, einer Befestigungslösung und wahlweise einer Frontplatte und/oder einer Sichtscheibe. Die Befestigung per Magnetsystem wurde vom Bundesamt für Strahlenschutz als gesundheitlich unbedenklich eingestuft.

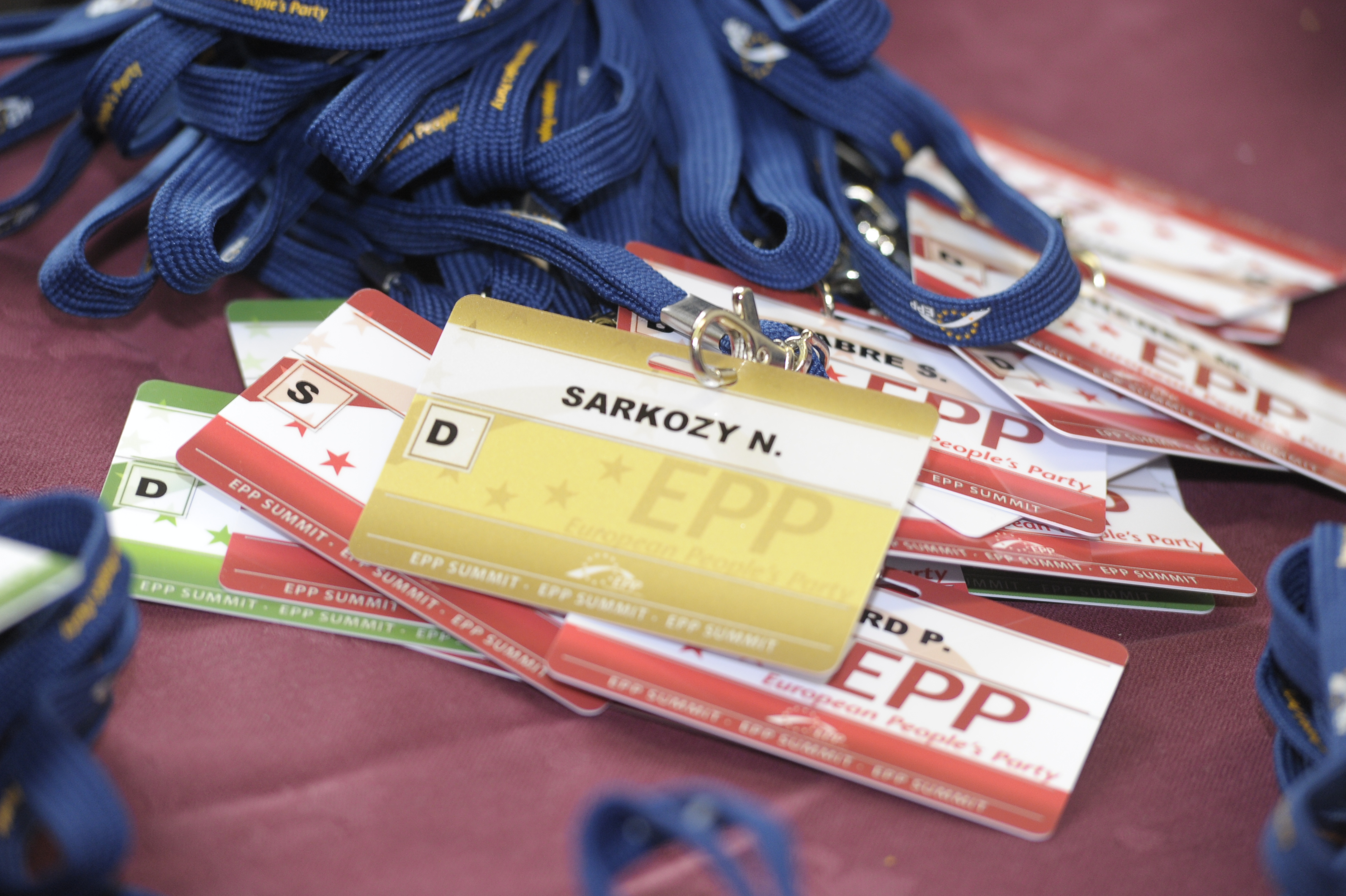
Namensschilder zum Umhängen

Befestigung
- Kunststoffnadel
- Combi-Clip
- Krawattenklammer
- Magnet
- Selbstklebend
- Broschennadel
- Geschraubt
- Genäht
- zum Umhängen

## Nutzung in der gewerblichen Kommunikation

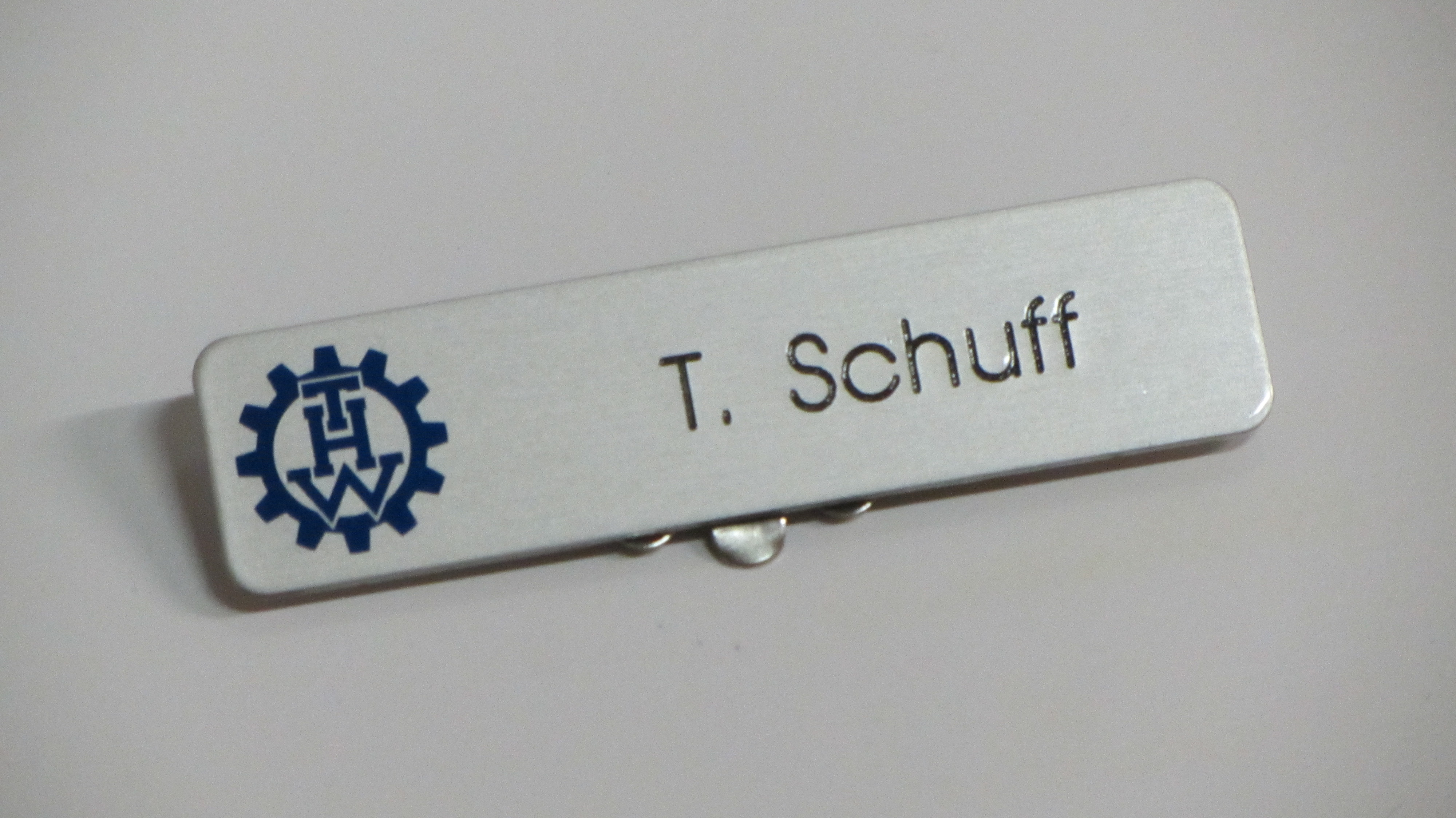
Namensschild mit Logo des THW und Clip zum Anstecken

Namensschilder sind eine zeitgemäße Form der Namenspräsentation und heute in allen Bereichen üblich, in denen einander nicht bekannte Personen aufeinandertreffen. Sie erleichtern die Kommunikation und erweisen sich als kostengünstige Lösung, um ein Zusammentreffen persönlicher zu gestalten. Typische Einsatzgebiete sind u. a. Kongresse, Messen, Gastronomie und Tourismus, Einzelhandel und Dienstleistungen.

### Einsatz auf Messen und Kongressen
Im Rahmen einer Messe dienen Namensschilder durch die Integration eines Logos auch der Repräsentation von Unternehmen und sollen die Identifikation des Mitarbeiters mit dem Unternehmen fördern. Durch unterschiedliche Farben, Formen und Materialien, insbesondere der Frontplatten, kann es die Corporate Identity eines Unternehmens nach außen transportieren.